# Toxopoda vikhrei
Toxopoda vikhrei är en tvåvingeart som beskrevs av Ozerov och Iwasa 2008. Toxopoda vikhrei ingår i släktet Toxopoda och familjen svängflugor.
Artens utbredningsområde är Goa (Indien). Inga underarter finns listade i Catalogue of Life.